# Peter Brand (Kameramann)
Peter Brand (* 1. August 1937 in Gera; † 10. April 2023 in Potsdam) war ein deutscher Kameramann.

## Werdegang
Peter Brand studierte ab 1955 an der Deutschen Hochschule für Filmkunst in Potsdam-Babelsberg in der Fachrichtung Kamera. Er war von 1960 bis zur Wiedervereinigung für das DEFA Studio für Spielfilme in Potsdam-Babelsberg tätig, danach auch für westdeutsche Produktionen. In seiner Karriere entstanden ca. 60 Produktionen mit ihm, darunter die mehrfach ausgezeichnete Literaturverfilmung Märkische Forschungen. Brand arbeitete öfters mit den Regisseuren Erwin Stranka und Egon Günther zusammen. In den 1960er Jahren wurde er als Gastdozent an der Hochschule für Filmkunst berufen.
Peter Brand lebte zuletzt als Rentner in Potsdam-Babelsberg.

## Filmografie (Auswahl)
- 1960: Notwendige Lehrjahre
- 1963: Julia lebt
- 1964: Der fliegende Holländer
- 1964: Der Mann mit der Maske
- 1966: Geheimkommando Bumerang
- 1967: Begegnungen
- 1974: Zum Beispiel Josef
- 1975: Schwester Agnes
- 1977: Der kleine Zauberer und die große Fünf
- 1978: Ursula
- 1978: Sabine Wulff
- 1979: Die Rache des Kapitäns Mitchell
- 1981: Die Stunde der Töchter
- 1982: Märkische Forschungen
- 1983: Die Schüsse der Arche Noah
- 1986: Der Traum vom Elch
- 1988: Ich liebe dich – April! April!
- 1990: Pause für Wanzka (Fernsehfilm)
- 1992: Lenz
- 1993: Ich und Christine
- 1999: Die Braut